# Ivan Foltýn
Ivan Foltýn (* 4. srpna 1944) je český politik KDU-ČSL, po sametové revoluci československý poslanec Sněmovny lidu Federálního shromáždění, od 90. let náměstek vlád ČSFR i ČR, člen vedoucích orgánů státních a polostátních podniků a dopravní expert KDU-ČSL.

## Biografie
Absolvoval Vysokou školu dopravní v Žilině (Fakulta strojní a elektrotechnická) a postgraduální studium postupně na ČVUT Praha, Vysoké škole dopravní v Žilině a na Prague International Business School při Vysoké škole ekonomické v Praze. Před rokem 1989 pracoval v podniku Automatizace železniční dopravy Praha. V roce 1990 nastoupil na post místopředsedy Okresního národního výboru Olomouc, později zastával funkci přednosty Okresního úřadu v Olomouci.
Ve volbách roku 1992 byl za KDU-ČSL zvolen do Sněmovny lidu (volební obvod Severomoravský kraj). Ve Federálním shromáždění setrval do zániku Československa v prosinci 1992. V letech 1991–1992 byl náměstkem ministra dopravy ČSFR a v období let 1993–1997 náměstkem ministra dopravy České republiky.
V senátních volbách roku 1996 kandidoval do horní komory českého parlamentu za senátní obvod č. 66 – Olomouc, coby kandidátk KDU-ČSL. Získal necelých 16 % hlasů a nepostoupil do 2. kola.
V roce 1998 působil coby generální ředitel a předseda představenstva podniku Českomoravská realitní, pak jako předseda představenstva a generální ředitel firmy První investiční společnost. Jako dlouholetý předsedseda celostátní dopravní komise KDU-ČSL byl v roce 2001 zmiňován jako stínový ministr dopravy a spojů za formaci Čtyřkoalice, do níž tehdy KDU-ČSL vstoupila. O rok později byl uváděn jako možný kandidát na post ředitele Českých drah. Předtím působil v dozorčí radě Železničního stavitelství Brno. Byl dlouholetým předsedou a poté místopředsedou Správní rady Českých drah. V roce 2003 se Foltýn stal předsedou správní rady Správy železniční dopravní cesty. V období let 2002–2003 působil i jako externí poradce českého ministra dopravy a od roku 2003 do roku 2006 jako člen představenstva a náměstek generálního ředitele pro ekonomiku v Českých drahách. V roce 2006 zvítězil v konkurzu na post generálního inspektora Drážní inspekce. Končící vláda, v níž dominovala ČSSD, ale ještě prosadila jmenování jiného kandidáta na tento post.[zdroj?]
Dlouhodobě ovlivňoval rovněž chod firmy České aerolinie. Fungoval jako hlavním vyjednavač při změně způsobu financování a výstavby nového terminálu Letiště Praha-Ruzyně a byl i hlavním vyjednavačem při jednáních o majetkovém výstupu firmy Air France z ČSA v době, kdy se tato účast ukázala jako nefunkční. V letech 1993–1994 a 1997–1999 byl členem představenstva ČSA, v letech 1999–2003 členem dozorčí rady Českých aerolinií. V dozorčí radě usedl i v následujících letech. Odvolán byl v rámci personálních obměn v roce 2009. Na sklonku své profesní kariéry působil ve  Výzkumném Ústavu Železničním.[zdroj?]